# (15810) Arawn
Pour les articles homonymes, voir Arawn (homonymie).
(15810) Arawn, désigné provisoirement (15810) 1994 JR1, est un objet transneptunien quasi-satellite de Pluton.

## Découverte
(15810) Arawn a été découvert le 12 mai 1994. Il a été nommé d'après Arawn, roi d’Annwvyn, personnage de la mythologie celtique brittonique qui apparaît notamment dans le premier conte des Mabinogion gallois, qui a pour titre « Pwyll, prince de Dyved ».

## Caractéristiques
(15810) Arawn mesure environ 127 km de diamètre. L'orbite d'Arawn possède un demi-grand axe de 39,331 ua et une période orbitale d'environ 247 ans. Son périhélie l'amène à 34,777 ua du Soleil et son aphélie l'en éloigne de 43,886 ua. Il s'agit d'un plutino.

## Exploration
Le 2 novembre 2015 et le 7 et 8 avril 2016, la sonde New Horizons a pu prendre quelques images à grande distance de l'objet permettant de connaitre sa période de rotation.